# Wessel Mouris
Wessel Mouris (* 30. Dezember 2002 in Amstelveen) ist ein niederländischer Radrennfahrer, der auf der Straße aktiv ist.

## Sportlicher Werdegang
Nach dem Wechsel in die U23 fuhr Mouris zunächst zwei Jahre für die Wielerploeg Groot Amsterdam. Zur Saison 2023 wurde er Mitglied Scorpions Racing Team. Mit dem Gewinn der zweiten Etappe beim Carpathian Couriers Race erzielte er seinen ersten Sieg bei einem internationalen Rennen, gleichzeitig der einzige Sieg in der Geschichte seines Teams bis zu dessen Auflösung nach der Saison 2023.
In der Folgesaison wechselte Mouris zum Team Metec-Solarwatt p/b Mantel, für das er das U23-Rennen von Eschborn–Frankfurt gewann. Mit der Nationalmannschaft war er auf der letzten Etappe des Course de la Paix Grand Prix Jeseníky erfolgreich, bevor er im Juni niederländischer U23-Meister im Einzelzeitfahren wurde. Bei den Europameisterschaften 2024 in Limburg errang er die Bronzemedaille im Einzelzeitfahren hinter Alec Segaert und Jakob Söderqvist.
Zur Saison 2025 erhielt Mouris einen Vertrag beim UCI ProTeam TDT-Unibet.

## Familie
Wessel Mouris ist der Neffe des ehemaligen niederländischen Radrennfahrers Jens Mouris. Sein jüngerer Bruder Michiel (* 2007) ist ebenfalls als Radrennfahrer aktiv. 

## Erfolge
2023
- eine Etappe Carpathian Couriers Race

2024
- Eschborn–Frankfurt U23
- eine Etappe Course de la Paix Grand Prix Jeseníky
- Nachwuchswertung ZLM Tour
- niederländischer U23-Meister – Einzelzeitfahren
- Europameisterschaften – Einzelzeitfahren (U23)